# Musée d'Art national de Chine

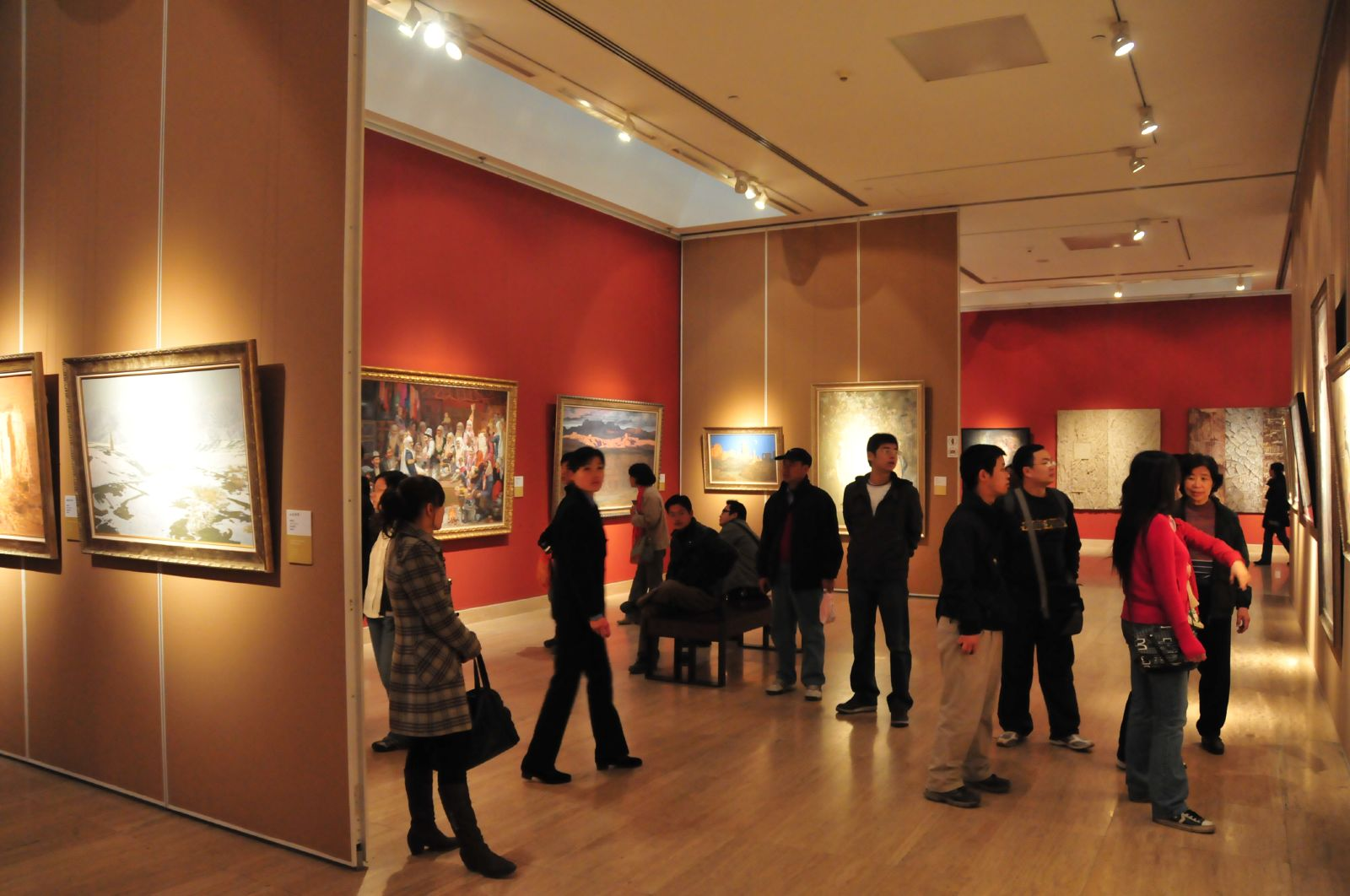
Vue d'une salle d'exposition en 2008.

Le musée d'Art national de Chine (chinois simplifié : 中国美术馆 ; chinois traditionnel : 中國美術館 ; pinyin : Zhōngguó měishùguǎn ; litt. « musée des Beaux-Arts de Chine », aussi NAMOC) est un musée d'art situé rue Wusi, à Pékin, en Chine. C'est un des plus grands musées du pays.

## Situation et accès
Le musée est situé 1, avenue Wusi, dans le district de Dongcheng. Il est desservi par la station Zhōngguó Měishùguǎn de la ligne 8 et la station Dongsi des lignes 5 et 6 du métro.

## Histoire
La construction du musée entreprise en 1958, s'est terminée en 1962. Le bâtiment s'étend sur une surface totale de 18 000 m2, dont 6 600 m2 repartis en 21 galeries sont dédiés aux expositions. Entre mai 2004 et janvier 2005, le bâtiment a été rénové et agrandi de 5 375 m² supplémentaires.[réf. nécessaire]
En 2013, l'architecte français Jean Nouvel (lauréat du Prix Pritzker en 2008) a remporté le concours pour la construction d'un nouveau Musée d'art national, vainquant les projets de Frank Gehry, Zaha Hadid et Moshe Safdie. Situé aux alentours du Nid d'Oiseau de Herzog & de Meuron dans le Parc olympique de Pékin, l'immeuble aura une surface sept fois plus grande que celle de l'ancien bâtiment (130 000 m2), ce qui lui permettra de recevoir environ 12 millions de visiteurs par an.

## Collections
Le musée d'Art national expose de manière permanente des œuvres chinoises anciennes et contemporaines, ainsi que plusieurs œuvres occidentales. S'il expose des œuvres de la Chine impériale, son but principal est de servir de musée d'art de portée nationale consacré à l'exposition, la collection et la recherche des œuvres artistiques modernes et contemporaines chinoises.
Ses collections fortement axées sur l'art moderne comprennent : des peintures chinoises traditionnelles, des peintures à l'huile, des gravures, des sculptures, des caricatures, des aquarelles, des laques ainsi que des costumes et des poteries.
- Œuvres exposées en 2008 :

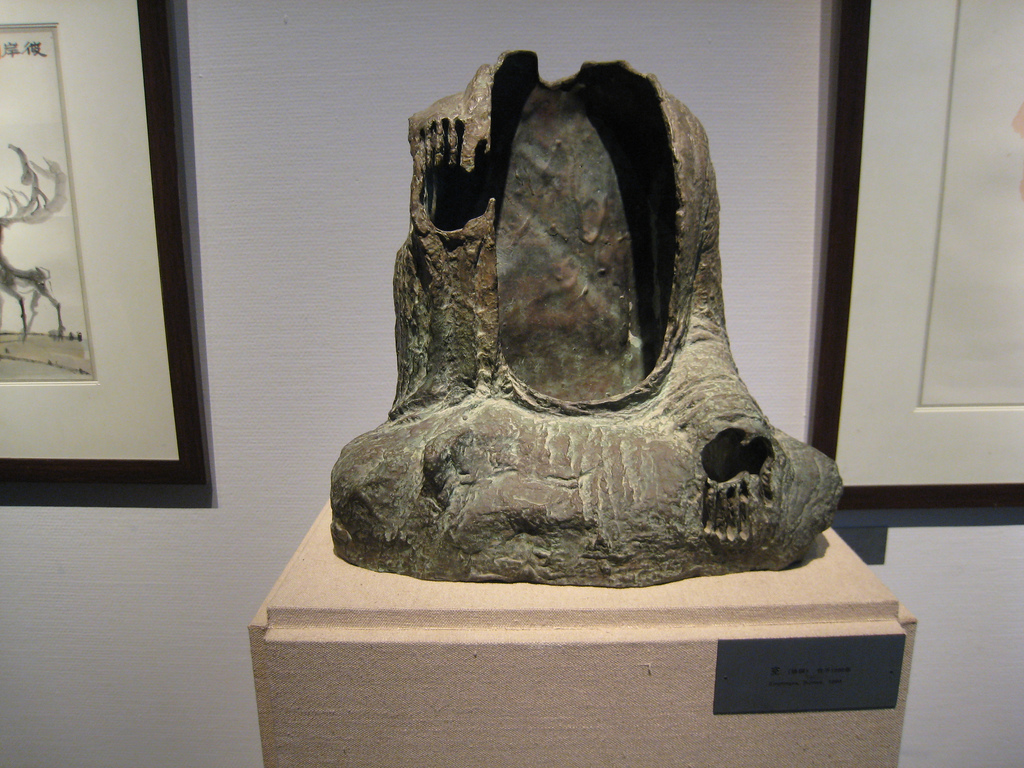
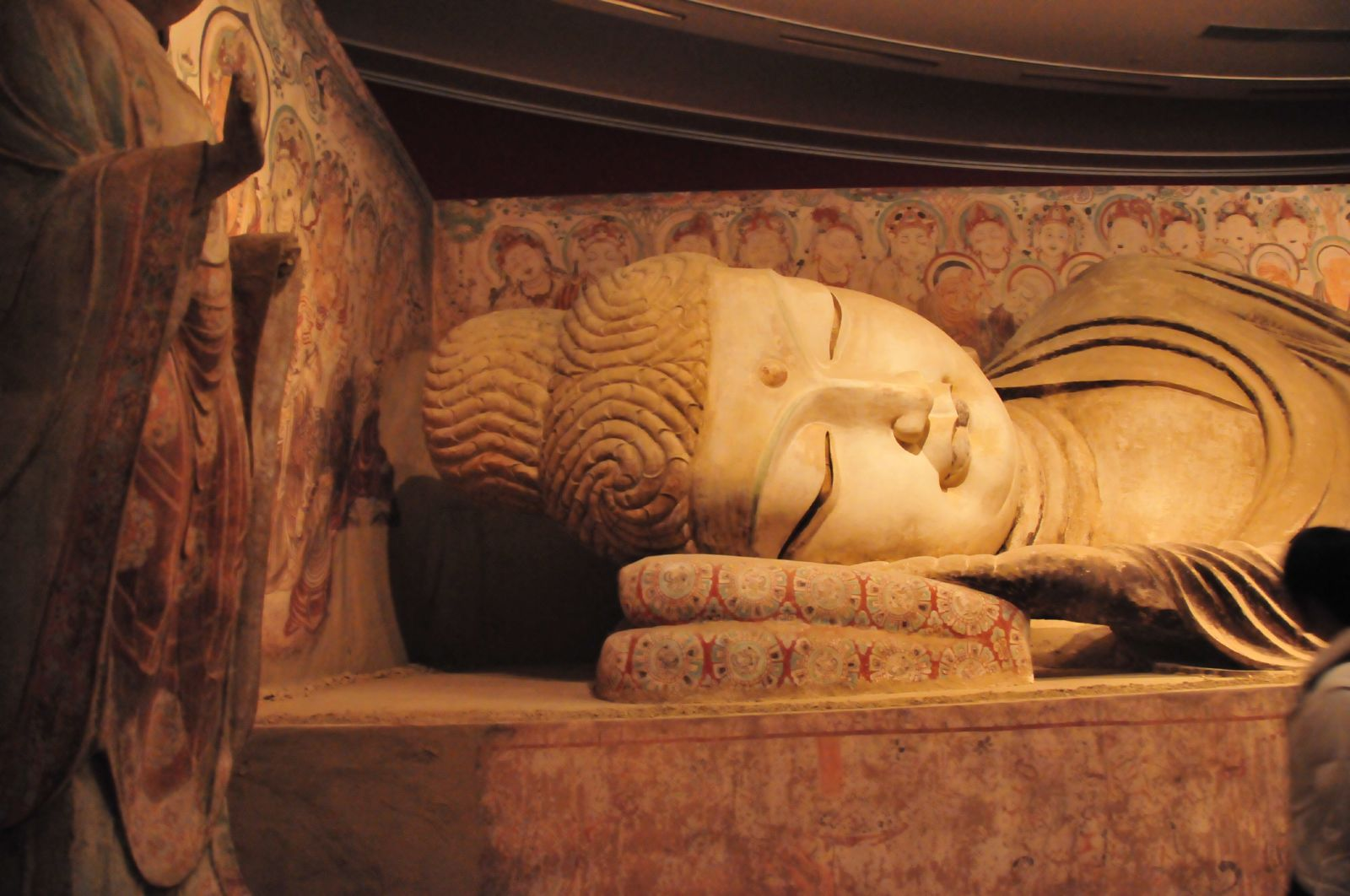
Reproduction d'un détail des grottes de Mogao.
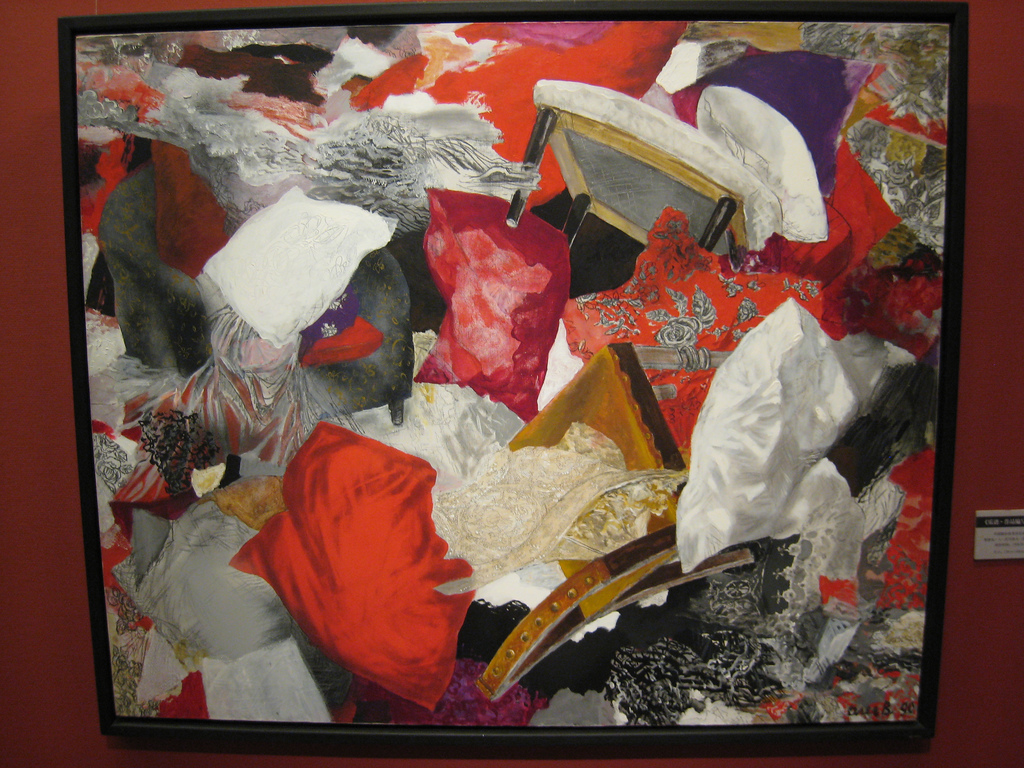
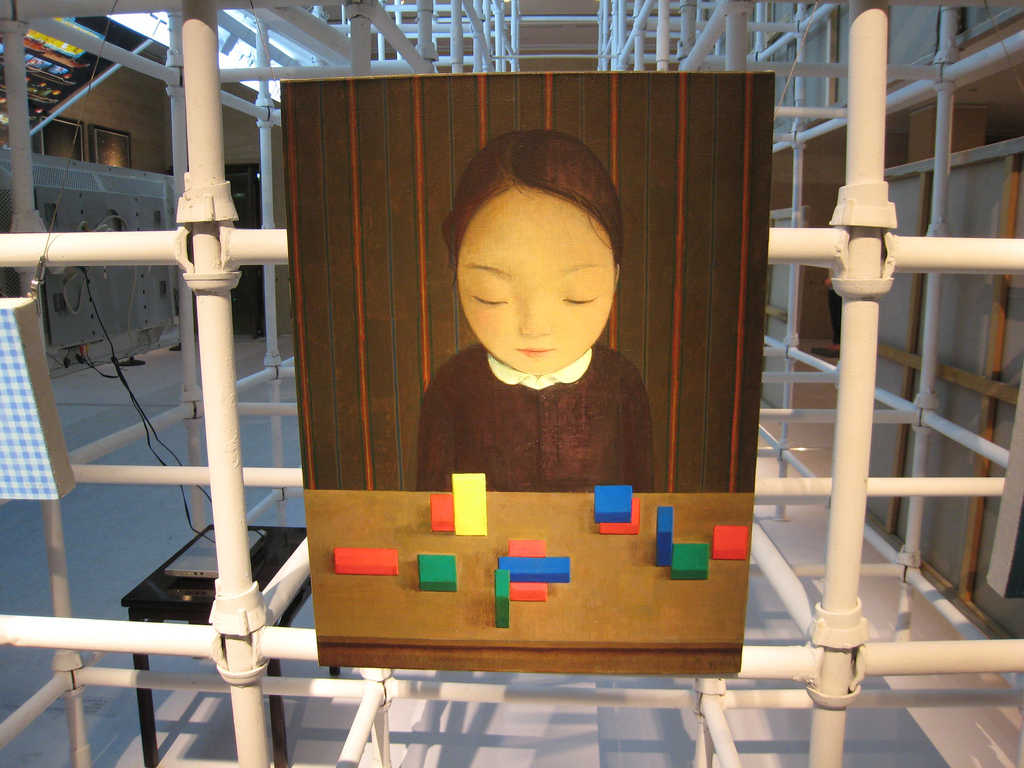

- Gravures faisant partie des collections permanentes :

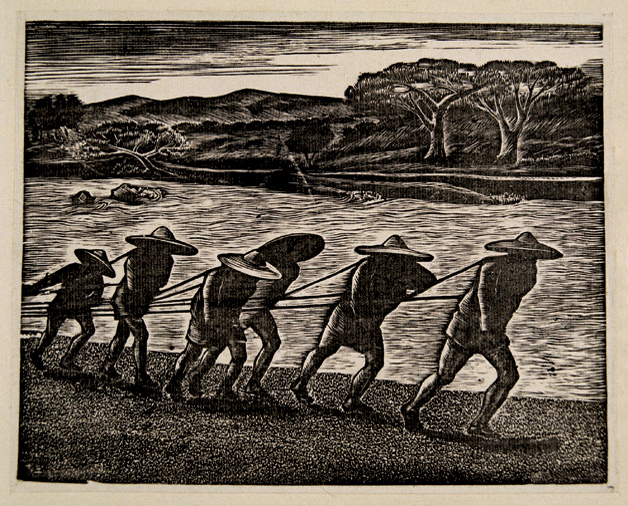
Luo Qingzhen, En remontant le courant, 12,9×16,3 cm, 1935.
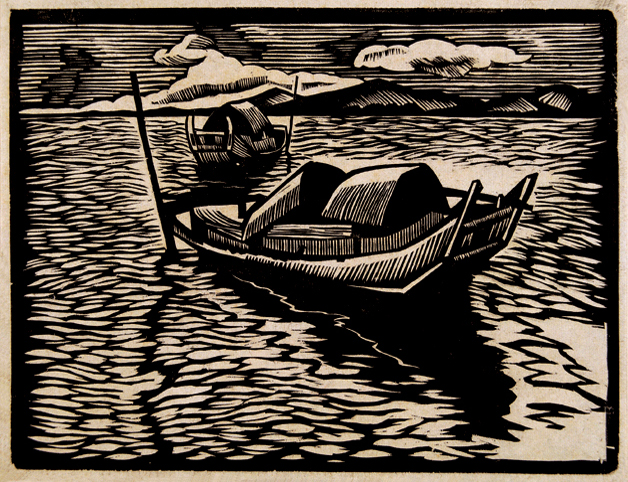
He Baitao, Le Petit Bateau, 16,6×21,5 cm, 1935.
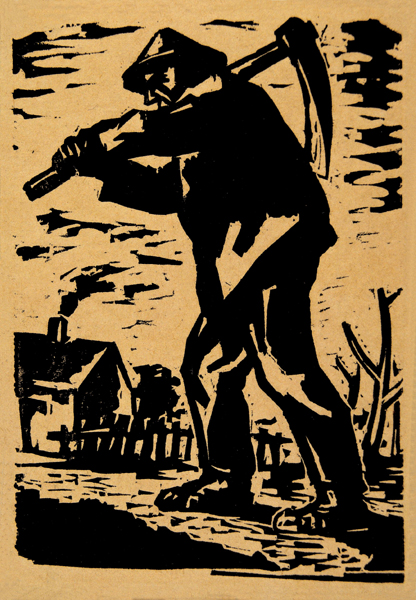
Wang Liangjian, Fermier, 16,6×21,5 cm, 1939.
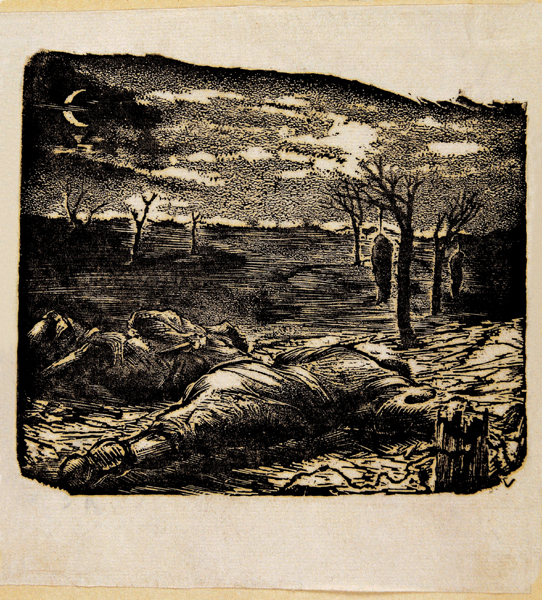
WanTisi, Aimerait mourir en pleine nature, 10,6×12,1 cm, 1940